# Flietermolen

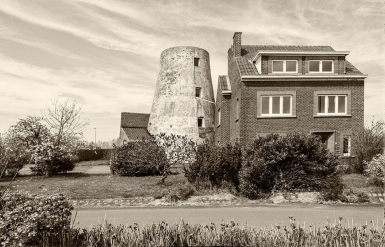
Flietermolen (2016)

De Flietermolen in Tollembeek, een deelgemente van Pajottegem, werd gebouwd in 1788 en was een stenen korenwindmolen. Franciscus van Nuvel kreeg in 1786 opdracht van de hertog van Arenberg om de molen te bouwen. De bouw gebeurde door Jan de Walkiers (heer van Galmaarden). 

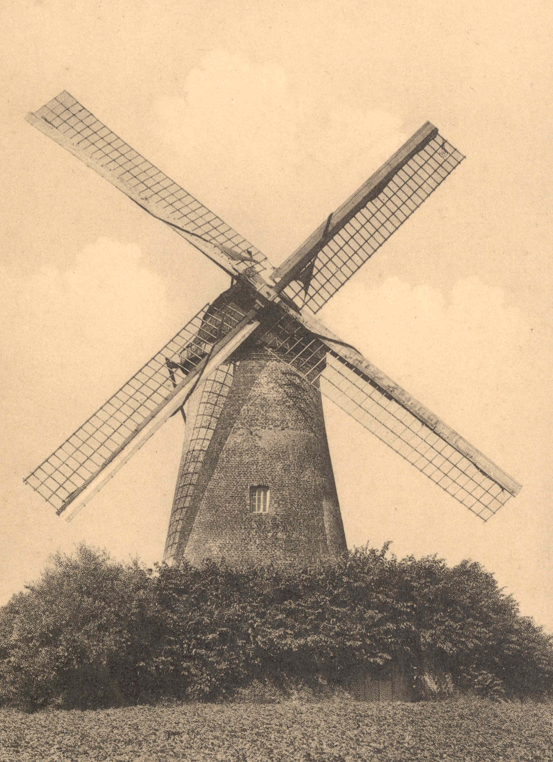
Flietermolen (1920)

In 1954 liet men de kap en het wiekenkruis verwijderen. De molen bleef in werking tot 1976 door middel van een dieselmotor. In 2016 kocht Julian Still de molen. Hij liet de midget (molen met walsen) restaureren en verving de dieselmotor door elektrische motors. Toen werd ook de Flietermolencoöperatie opgericht. Sinds september 2017 is de molen opnieuw in productie. De coöperatie maalt biologisch graan tot bloem en meel. Hun producten zijn rechtstreeks in de molen te koop. Eind 2023 werden alle maalactiviteiten stopgezet.